# George Villiers, 6:e earl av Clarendon
George Herbert Hyde Villiers, 6:e earl av Clarendon, född den 7 juni 1877, död den 13 december 1955, känd som Lord Hyde från 1877 till 1914, var en brittisk konservativ politiker. Clarendon var ende son till Edward Villiers, 5:e earl av Clarendon. George Villiers, 4:e earl av Clarendon, tre gånger utrikesminister, var hans farfar. 
Clarendon tog säte i överhuset vid faderns död 1914. När Andrew Bonar Law blev premiärminister 1922 utnämnde han Clarendon till inpiskare, en position han behöll under Stanley Baldwin till januari 1924, och åter från december 1924 till 1925. 
År 1931 blev Clarendon Sydafrikas generalguvernör, vilket han förblev till 1937. Han blev därefter Lord Chamberlain of the Household mellan 1938 och 1952. Han inträdde i Privy Council 1931 och blev riddare av Strumpebandsorden 1937.